# Vitkindad pingvin
Vitkindad pingvin (Eudyptes schlegeli) är en fågel i familjen pingviner inom ordningen pingvinfåglar. Den beskrevs först av den tyske zoologen och etnografen Otto Finsch 1876 och fick sitt vetenskapliga artnamn till åminnelse av den tyske ornitologen Hermann Schlegel.

## Utseende
Som adult blir vitkindad pingvin ungefär 70 centimeter lång och väger 5,5 kilogram. Ovansidan är svart, undersidan vit. Liksom övriga pingviner i släktet har den karakteristiska gula, orange, och svarta plymer som sticker ut från pannan och bakåt. Den skiljs från macaronipingvin på att den har ett vitt ansikte till skillnad från den senares svarta.

## Utbredning och systematik
Fågeln häckar på Macquarieön som ligger ungefär halvvägs mellan Australien och Antarktis samt på mindre öar i samma område. Mindre antal av liknande fåglar har dock uppträtt på andra subantarktiska öar som Sydgeorgien och Kerguelen, vilket kan tyda på att den även häckar på andra platser.
Både mitokondriellt DNA och cellkärne-DNA indikerar att arten skildes från sin närmsta släkting, macaronipingvinen (Eudyptes chrysolophus), för ungefär 1,5 miljoner år sedan. Dessa båda närbesläktade arter är morfologiskt mycket lika, och har ofta behandlats som en och samma art. Vissa auktoriteter gör det fortfarande.

## Levnadssätt
Vitkindad pingvin häckar i mycket stora kolonier på platt underlag med sand, småsten eller klippor. Under häckningstid livnär den sig på krill, fisk och bläckfisk. Dess levnadssätt utanför häckningstid är okänt.

## Status och hot
Arten jagades kraftigt under 1800-talet men har återhämtat sig. I mitten på 1980-talet uppskattades 850 000 par häcka på Macquarie, med ett mindre antal på de små närliggande öarna Bishop och Clerk. 2016 bedömdes den totala populationen bestå av drygt 750 000 par. Internationella naturvårdsunionen IUCN kategoriserar arten som livskraftig, även om beståndsutvecklingen är oklar.

## Namn
Fågelns vetenskapliga artnamn hedrar den tyske ornitologen Hermann Schlegel (1804-1884). På svenska har arten i litteratur även kallats vithakad pingvin.

## Bilder

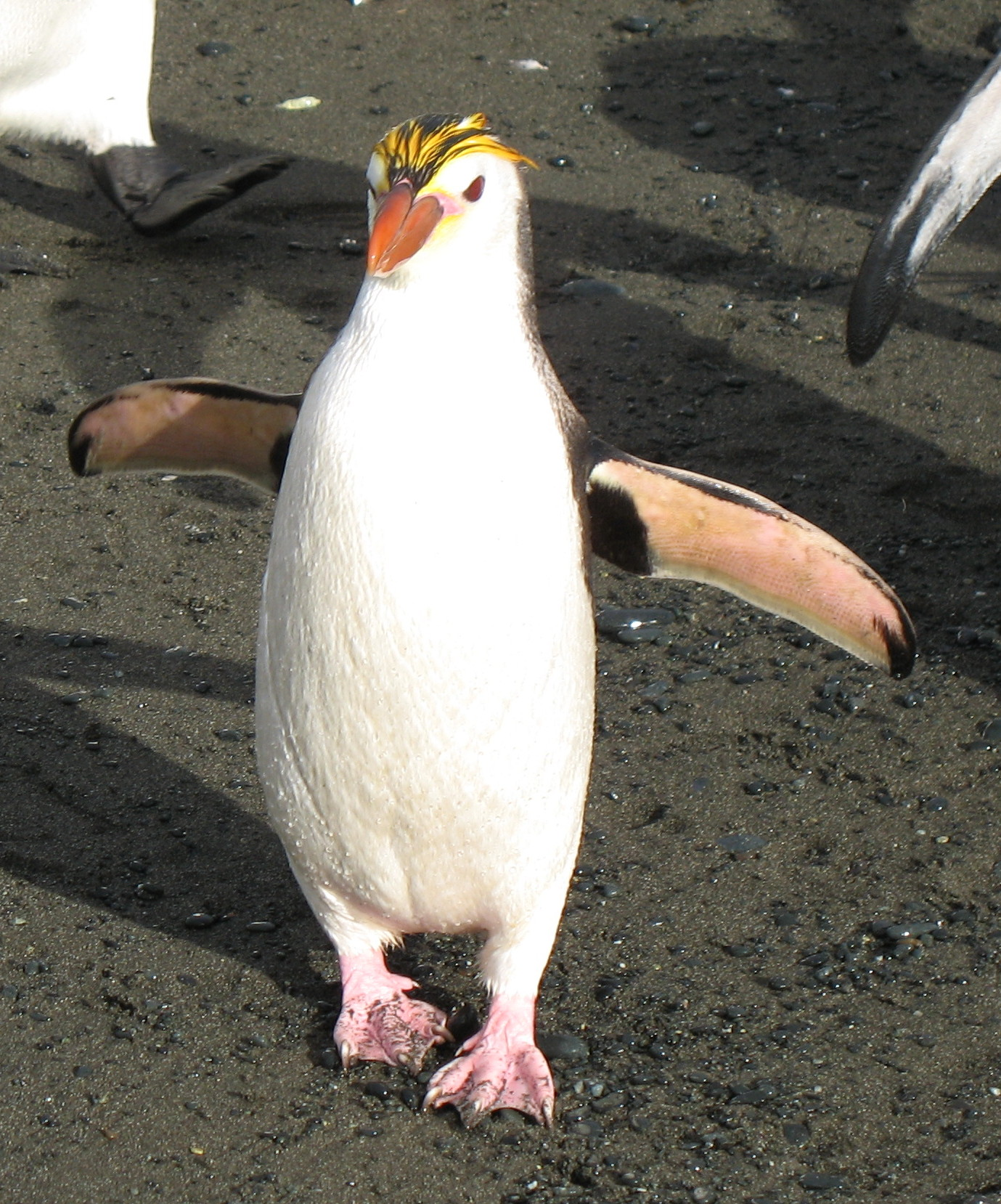
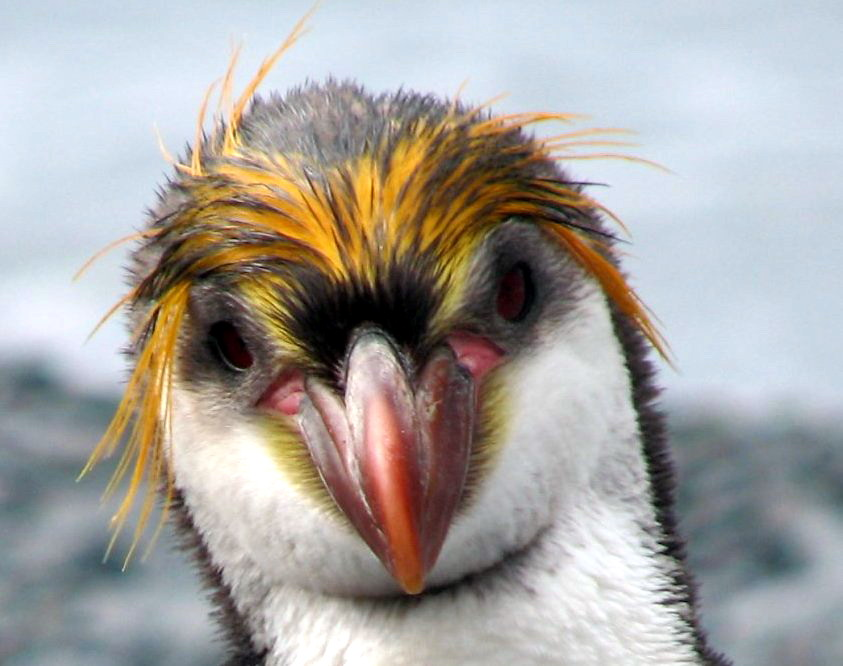
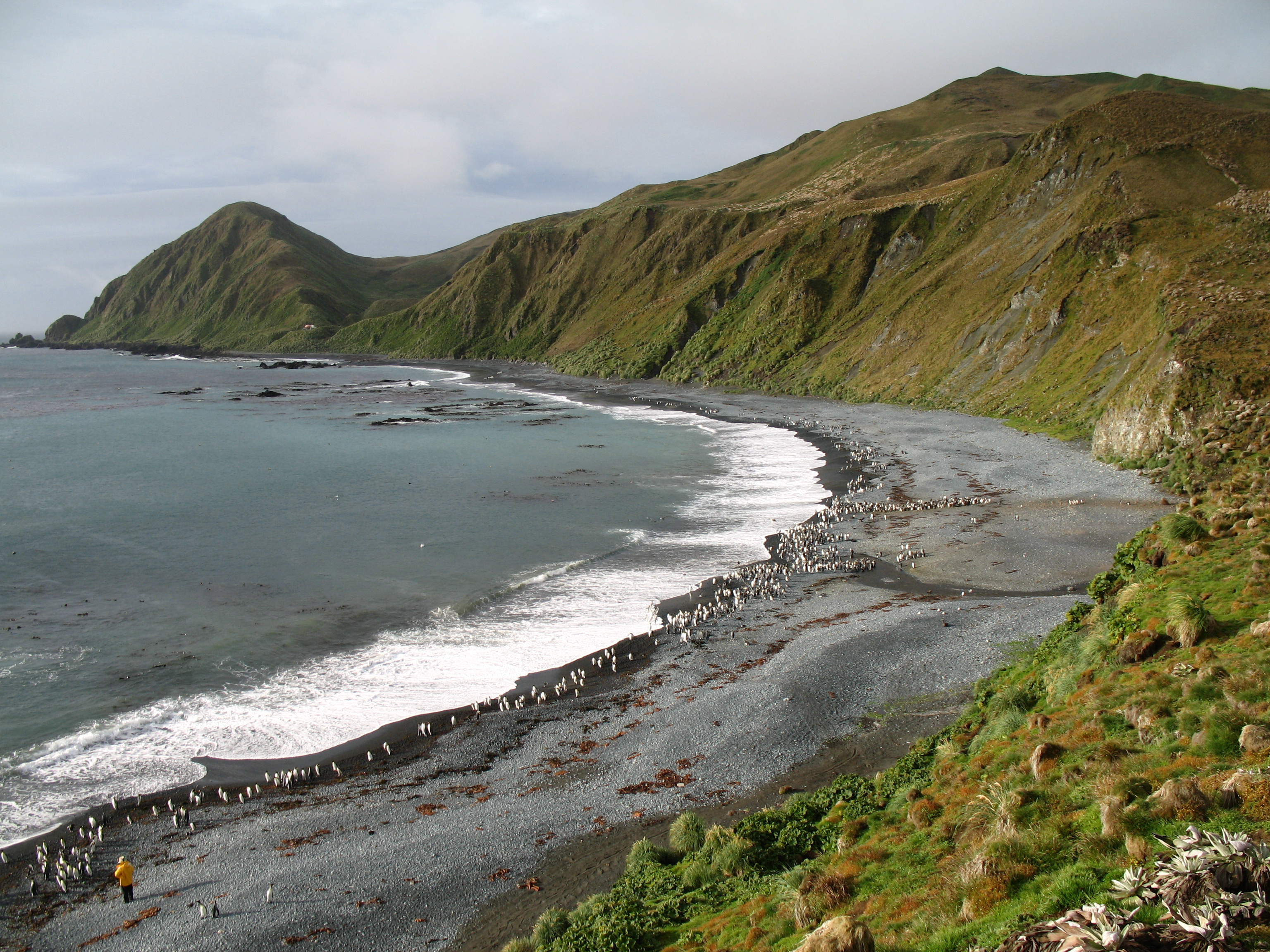
Typiskt habitat
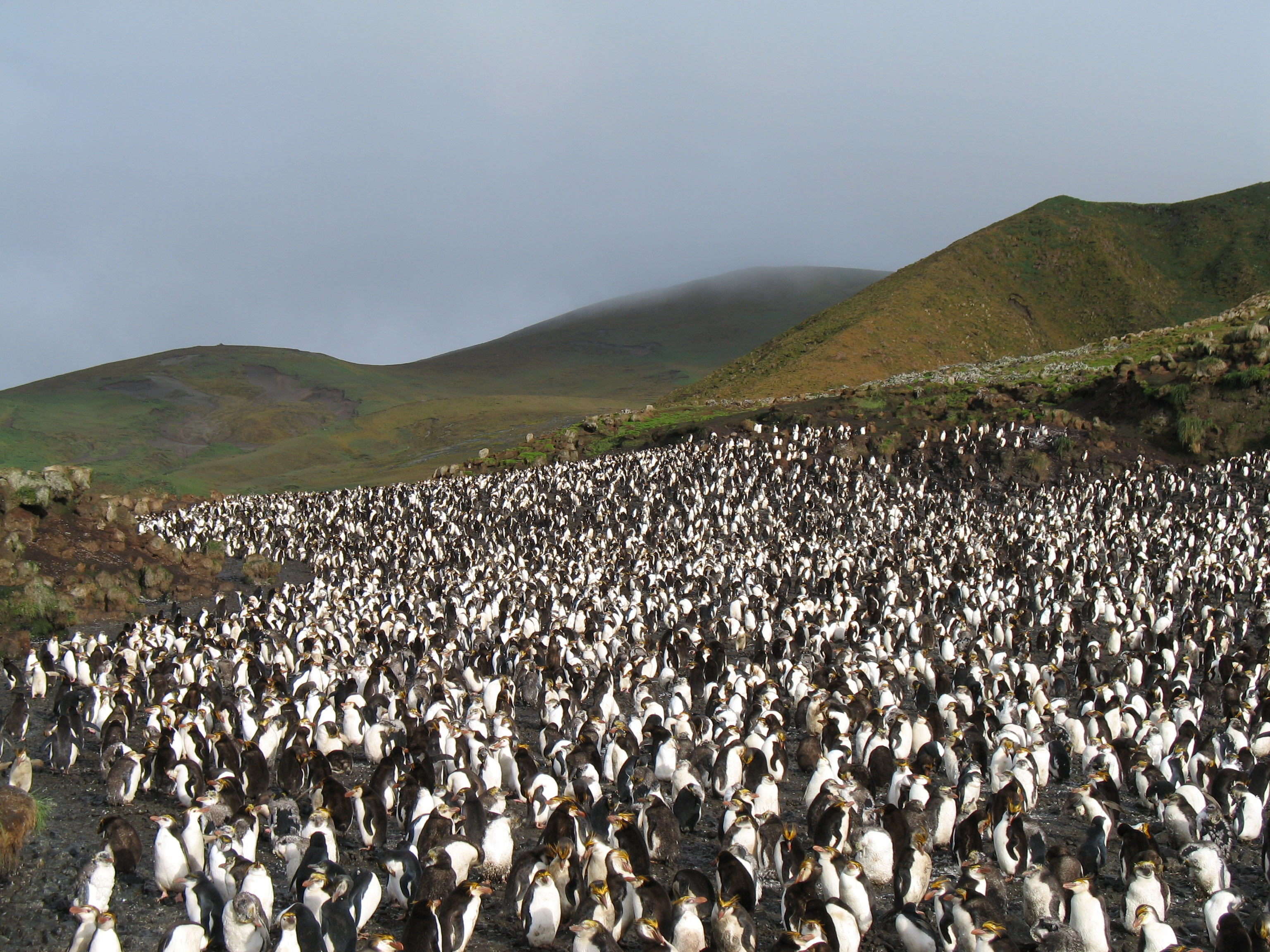
Koloni av vitkindad pingvin.